# Große Kulmke
Die Große Kulmke ist einer der beiden Quellflüsse der Kulmke. Sie entspringt in der Nähe des Naturdenkmals Mönchskappenklippe beim Höhenzug Auf dem Acker nordnordöstlich von Sieber im Landkreis Göttingen in Niedersachsen. Danach fließt sie größtenteils in südliche Richtung, wobei sie durch den Königsberg von der Sieber getrennt wird. Nach 5 km Flusslauf fließt sie auf einer Höhe von 392 m mit der Kleinen Kulmke zur Kulmke zusammen. Das Tal der Großen Kulmke ist Teil des Naturschutzgebiets „Siebertal“.  